# 6.ª División de Marines
La 6.ª División de Marines(del inglés: 6th Marine Division) fue una división de infantería, del Cuerpo de Marines de los Estados Unidos creada durante la Segunda Guerra Mundial para la batalla de Okinawa y la prevista invasión de Japón. La vida de la División fue de sólo 19 meses y fue la única división de marines que se formó y se disolvió en el extranjero, nunca entraron en servicio en los Estados Unidos.

## Unidades subordinadas
- Cuartel General del Batallón
- 4.º Regimiento de Marines
- 15.º Regimiento de Marines
- 22.º Regimiento de Marines
- 29.º Regimiento de Marines.[1]

## Historia
La 1.ª Brigada Provisional de Marines se formó en mayo de 1944, incluía el 4.º y el 22.º Regimiento de Marines, bajo el mando del brigadier general Lemuel C. Shepherd, Jr.. Entre los hombres que componían la división se encontraba el teniente segundo, Wilbur Gerhke, de Santa Rosa, California, al que se le concedió la Cruz de la Armada y la Medalla de Servicio Distinguido por su heroísmo en la batalla. Y al famoso nativo americano Red Could que luchó en la batalla de Okinawa.
La división se formó el 7 de septiembre de 1944 en Guadalcanal, mediante la ampliación de la brigada. El 29.º Regimiento de Marines fue asignado a la división, y personal de tres regimientos de artillería que fueron reorganizados en el 15.º Regimiento de la Marines.
Después del entrenamiento en Guadalcanal, la división luchó en la batalla de Okinawa, desembarco el 1 de abril de 1945, como parte del III Cuerpo Anfibio. En un principio se extendió por el norte del Istmo de Ishikawa, donde se encontraron con resistencia esporádica. Después de intensos combates en el sur de la división sustituyó a la 27.ª División de Infantería en el lado occidental de la isla. Continuaron avanzando al sur hasta que el 12 de mayo de 1945, en las afueras de Naha, Okinawa, se toparon con una pequeña colina, en forma de hogaza que pronto iba a ser conocido como Sugar Loaf Hill (Colina de Pan de Azúcar).

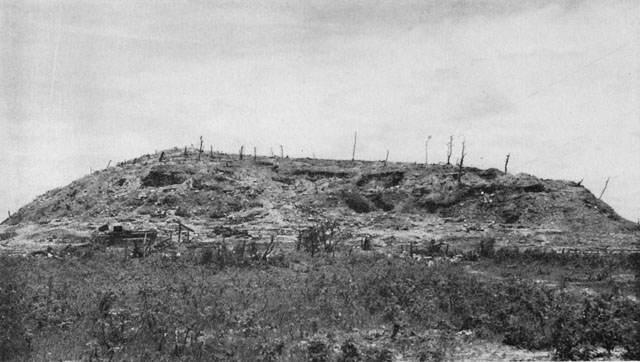
Sugar Loaf Hill (Colina de Pan de Azúcar).

Originalmente era el objetivo del 22.º Regimiento, el 29.º Regimiento de Marines se uniría a la lucha el 16 de mayo. Sugar Loaf finalmente sería tomada el 18 de mayo. Las bajas de la división fueron de 2662 hombres entre muertos y heridos y otros 1289 evacuados por agotamiento o fatiga de combate.

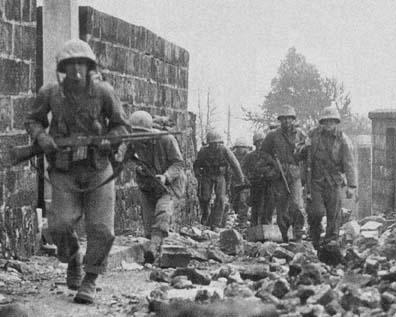
Marines de la 6.ª División en Okinawa, 1945.

En julio, la división fue enviada a Guam para prepararse para la Operación Corona, la invasión de Honshū, prevista para abril de 1946. Esta operación se enmarcaba dentro de la Operación Dowfall. Después de la rendición japonesa en agosto, la 6.ª División fue enviada a Tsingtao, China para aceptar la rendición de las fuerzas japonesas en esa zona, excepto el 4.º Regimiento que fue enviado a Tokio para participar en los actos que se iban a celebrar allí. La división permaneció en China hasta que fue disuelta en Tsingtao el 31 de marzo de 1946.

## Medalla de Honor
Seis marines de la división han sido galardonados con la Medalla de Honor:
- Richard E. Bush
- Henry A. Courtney, Jr.
- James L. Day
- Harold Gonsalves
- Robert M. McTureous
- Fred F. Lester

## Condecoraciones
Citaciones de unidad concedidas en acción a la 6.ª División:
- Presidential Unit Citation
- Navy Unit Commendation
- American Defense Service Medal
- Asiatic-Pacific Campaign Medal
- Medalla de Victoria Segunda Guerra Mundial
- Medalla de Servicio de Ocupación de la Armada
- China Service Medal